# Jegyellenőr
A szócikk elsősorban a BKK-jegyellenőri munkakörrel foglalkozik, ami általában megegyezik több más magyarországi tömegközlekedési cég (például Volán, DKV, MVK Zrt., SzKT stb.) jegyellenőri foglalkozásával.
A jegyellenőr tömegközlekedési eszközökön (metrón, villamoson, trolibuszon, autóbuszon stb.) vizsgálja az utasok, és azok megállóiban a felszálló utasok jegyének vagy bérletének meglétét, érvényességét, az esetleges kedvezményre való jogosultságot, ezek hiányában pedig pótdíjat szab ki, vagyis egy szerződés betartását ellenőrzi. A jegyellenőr emellett információval láthatja el az utasokat és jegyet is árulhat. Jegyvásárlási lehetőség az ellenőrzés során nincs, ugyanis az utazás feltétele az előreváltott jegy érvényesítése a Budapest közösségi közlekedés tekintetében. Vonaljegyet járművön kizárólag olyan utas vásárolhat továbbutazás céljából, aki rendelkezik utazási jogosultságot igazoló okmánnyal, vagy értékszelvénnyel. Ennek ellenére a jegyellenőrök nem adnak el járművön vonaljegyet senkinek, mert félreértésekre adhat okot, ugyanis a pótdíjazott utasok nem értenék meg a jogi hátterét a vásárlásnak, ellenőrzés során ennek elmagyarázására nincs idő.
A jegyellenőr nem azonos a jegyvizsgálóval (kalauz), akinek legfontosabb feladatai a menetjegyek kezelése, a menetjeggyel nem rendelkező utasok részére menetjegy kiadása és az utasok tájékoztatása. Budapesten a hév vonalakon kalauzok dolgoznak, akik menetjegy értékesítését is végzik Budapest közigazgatási határán kívülre, és az onnan a városba utazók részére. Jegyellenőrök a jegyvizsgálóktól függetlenül héven is dolgoznak (többnyire Budapest közigazgatási határán belül), azonban ők az utazási jogosultságot ellenőrzik, menetjegyet nem árulnak.
Amióta a BKK Zrt. átvette a jegy- és bérletellenőrzést, szigorú kritériumokat támaszt a leendő jegyellenőrökkel szemben. A megfelelő munkavállalók kiválasztása érdekében több fordulós tesztíráson vesznek részt, mire eljutnak az állásinterjúra. A tesztek során vizsgálják az erőszakra való hajlamosságot, az adott ember személyiségét, és intelligenciaszintjét. Újabban elvárás az érettségi, és használható nyelvtudás. A szigorúbb elvárás eredménye, hogy a tanfolyamot többen végzik el sikeresen, és udvarias, szolgáltatói magatartást gyakorló jegyellenőrök kerülnek ki az utasok körébe. Az alapvető fluktuációt, és a BKK törekvéseit figyelembe véve is egy nagyon hosszú folyamat elején járunk, amelynek sok év kell ahhoz, hogy láthassuk utasként az eredményét, és változzon a társadalmi megítélés. A BKK igyekszik kiválasztani azokat az embereket, akik az első perctől megértik, hogy a támadások, esetleges utastámadások nem a személyük, hanem a szerepük ellen szól. Sajnos ezzel kapcsolatban a BKV Zrt. még nem volt elég körültekintő.
A jegyellenőrök munkájuk velejárója a stressz, ezért munkába állás előtt részletes oktatásban részesülnek, hogy az embereket metakommunikációjuk, és verbális kommunikációjuk alapján csoportosítani tudják, és felismerjék az embertípusokat első pillantásra. Természetesen alkalmazzák a térközszabályozást, amennyiben erre van mód a járművön. A BKK már tréningekre is küldi az új jelentkezőket, amely tréningek vezetői pszichológusok, így kiszúrják a munkára "alkalmatlan" jelentkezőket. Ugyanis nagyon kevés ember felel meg a BKK elvárásainak, ebből is érződik a Társaság új szemléletmódja. Azok az ellenőrök, akik ebben az új rendszerben kerültek felvételre, sajnos nem minden esetben hosszútávú munkavállalók, mert egy idő után ráébrednek, hogy ehhez a munkához túlkvalifikáltak, és ezt sem a munkaadó, sem az utazóközönség nem értékeli kellőképpen, vagy egyáltalán nem.
Amennyiben korrupt ellenőrrel találkozott, azonnal jelentse a BKK-nak az eset részletes körülményét leírva, a jármű rendszámával, a jegyellenőr kitűzőjén olvasható számmal, helyszínnel, időponttal! Nyugalom, utólagos pótdíjazás nincs, tehát utólag nem fogják önt pótdíj megfizetésére kötelezni. Az ilyen esetek sohasem maradnak következmények nélkül. Az ilyen esetek jelentése a szolgáltatás javításának érdekében tanácsos. Az utas utólag nem kerül emiatt kellemetlen helyzetbe, sőt. A BKK próbautasokat alkalmaz ennek kiszűrése érdekében, azonban sokukat már arcról ismernek (vagy a "Máhogy nem lehetne elintézni?" kérdésről felismernek) az ellenőrök, ezért ezeken a vizsgálatokon sok esetben a korrupt ellenőrök nem buknak meg.

## Jogi háttér
Jogilag az utas és a közlekedési vállalat között az utazás megkezdésével egy szerződés jön létre, amit az utas megszeg, ha bliccel. A szerződés az utas ráutaló magatartásával jön létre (metró esetén a peronzárvonal átlépésével, egyéb esetben a járműre való felszállással). A jegyellenőr az ellenőrzési tevékenység során közfeladatot ellátó személynek minősül (Btk., 1978. évi IV. tv. 137. §. 2. pont), de hatósági jogköre nincs. Nem tartóztathat fel, nem kényszerítheti utast okmányai átadásra a személyes adatok rögzítése végett, ugyanakkor az ellenőrzés közben kérheti a rendőrség közreműködését. Az ellenőr az utast az utazási feltételek be nem tartása esetén kizárhatja az utazásból. Természetesen a jegyeket vagy bérleteket kötelesek vagyunk átadni (nem csak felmutatni), ha kéri az ellenőr. Az erre utaló felhívást akár a bérletek hátoldalán, középtájt el is olvashatjuk. Ha valaki nem adja át a jegyet, bérletet, az rendőrségi közreműködésre számíthat, ugyanis azonnal gyanússá válik. Ebben az esetben már kicsit más a helyzet jogi álláspontja, ezért ha az ellenőr kéri a jegy vagy bérlet átadását, saját érdekünkben tegyünk eleget kérdésének, ugyanis nagyon kellemetlen helyzetbe kerülhetünk.
II.6. Jegyellenőrzés
A BKV Zrt. jegyellenőrei az Utazók jegyének és bérletének, illetve bérletigazolványának az érvényességét a BKV Zrt. területén bárhol, az utazás során bármikor ellenőrizhetik.
II.7. Pótdíjazás

A BKV Zrt. jegyellenőrei pótdíj fizetésére kötelezhetik azokat, akik az utazási feltételekben foglaltakat nem tartják be. A pótdíj megfizetését megtagadó vagy személyi azonosságát hivatalos okmányból igazolni, illetve a rendőr kiérkezését megvárni nem szándékozó Utazókat, a jegyellenőrnek az utazásból ki kell zárni.

## Kompetenciák és képzés
A BKV Jegy- és Bérletellenőrzési Szakszolgálata napi 24 órában több mint 500 jegyellenőrt foglalkoztat. A jelentkezőknek háromhetes tanfolyamot kell elvégezniük. Ezt megelőzően orvosi, pszichológiai vizsgálaton kell átesniük. Fontos szempont a középiskolai végzettség, illetve budapesti vagy Pest környéki saját tulajdonú lakás. A tanulmányi idő alatt napi 7-8 órában több tantárgyat kell elsajátítaniuk. Írásbeli dolgozatok, szóbeli beszámolók és rövid gyakorlóidő után dől el, ki válik alkalmassá. Érdekesség, hogy az új cégstruktúra felállítását követően a jelentkezőket a tanfolyam megkezdése előtt is kiküldik szaktudás nélkül egy hétre gyakorlott jegyellenőrök mellé, hogy betekintést kaphassanak a munkavégzésbe. Így el tudják dönteni, hogy van-e értelme megkezdeni a tanfolyamot. „A hálózat” tantárgy a közlekedési csomópontok, járatok, végállomások ismeretét tartalmazza; „magatartás” órákon a kommunikációs és viselkedési formákat tanulmányozzák; „díjszabás”-on a többféle bérlet és jegy alkalmazhatóságát. Ehhez kapcsolódik az elsősegélynyújtás, egészségvédelem és a tűzvédelem.
A befizetett büntetések után prémiumot kapnak, ami általában 2500 Forintot jelent egy hónapra, ezért sajnos vannak még jegyellenőrök, akik hajlamosak a korrupcióra.

## Megjelenés
A jegyellenőröket azonosítja arcképes, sorszámozott szolgálati kitűzőjük, melyet (baloldalt, mellmagasságban) jól látható módon a felsőruházaton kell viselniük, és a karszalagjuk („ellenőr” és „control” feliratokkal), melyet az ellenőrzés megkezdése előtt a bal felső karra téve kell hordaniuk. A jegyellenőrök mind egyenruhában, mind polgári ruhában végezhetnek jegyellenőrzést.
Az ellenőrök a karszalagot és az arcképes kitűzőt az utazásuk megkezdését követően helyezik fel (időt hagyva a jegyek érvényesítésére), hogy a szabálysértő utasok ne fussanak el a felelősségre vonás elől, mindezt azok érdekében, akik kifizették a szolgáltatást, ugyanis a bérletárakon próbálják az amúgy is veszteséges szolgáltatás bevételeit korrigálni.

## Jegyellenőrök más országokban

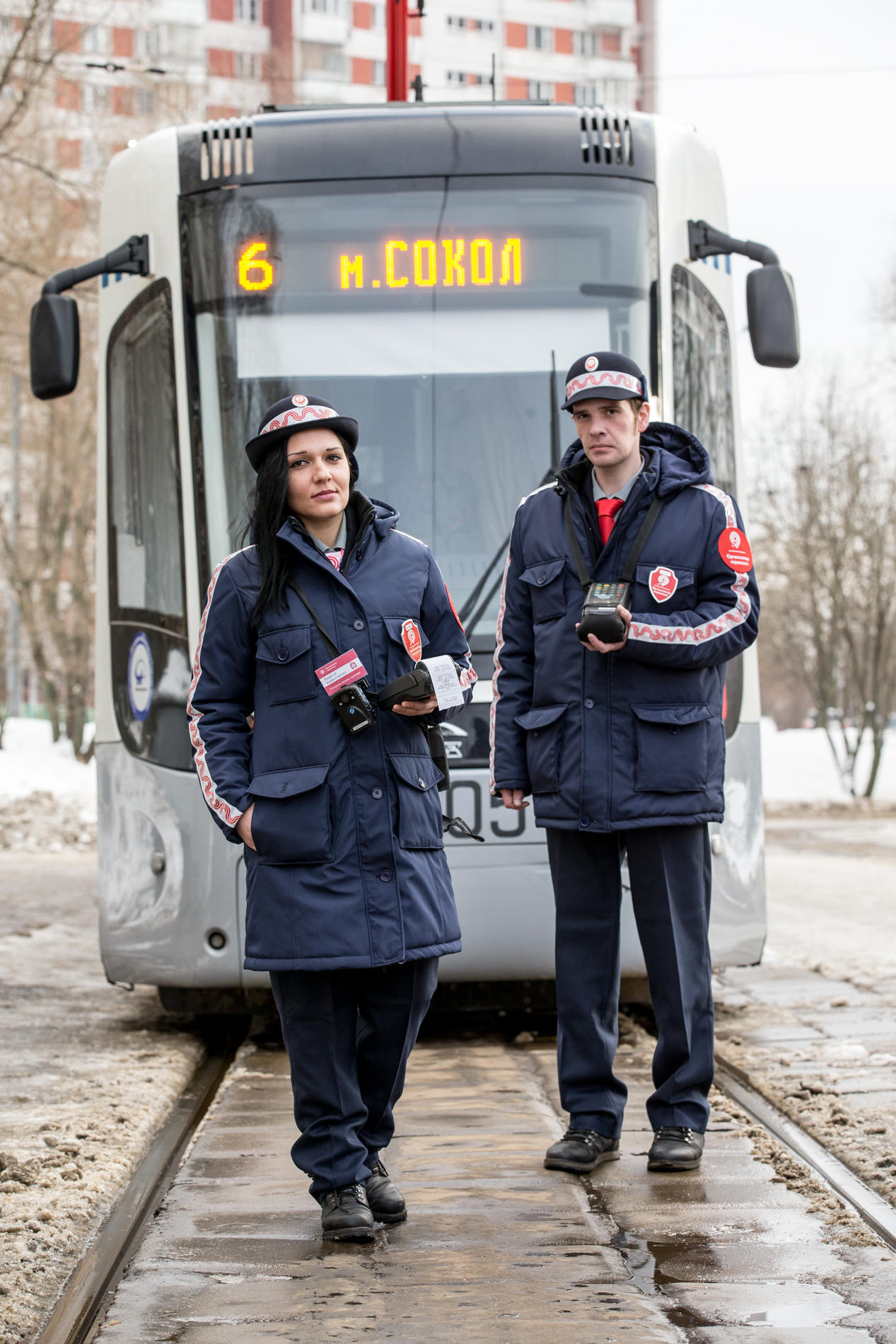
Személyszállítási ellenőrök Moszkvában

## Előrelépés
A folyamatosan jól teljesítő ellenőrök - a vezetőség jelölése alapján - főellenőré léphetnek elő.[forrás?] Persze ilyenkor - mint minden munkahelyen - számítanak a személyes kapcsolatok, ezért a legtöbb jegyellenőr nem szívesen vállalja el ezt a feladatot. A jól teljesítő ellenőröket ezenkívül teljesítményüknek megfelelő bérkiegészítéssel jutalmazzák, ami általában nem haladja meg a nettó 2500 Forintot.

## Jegyellenőrök a kultúrában
A jegyellenőri munkakör ma Magyarországon az egyik legalacsonyabb presztízsű szakma, annak ellenére, hogy hatalmas, naprakész tudásbázist igénylő munkáról van szó.[forrás?] A legtöbb utaspanasz a diákigazolványokkal kapcsolatos, és bizonyos részük jogtalan pótdíjazás eredménye. Ennek tudatában logikusan következtethető, hogy a meglévő állomány bizonyos részének nem is megy könnyen a naprakész tudás alkalmazása. Ezért sok ellenséges érzelem irányul a jegyellenőrökre, alakjukat démonizálják. A negatív sztereotípiák a városi folklórban a róluk szóló viccek, karikatúrák, szatirikus dalok, különféle városi legendák formájában élnek. Nem szabad elfelejteni, hogy az ellenőrzést végző munkakörök mind ebbe a kategóriába esnek, pl.: pénzügyőr, rendőr, közterület-felügyelő.

### A művészetben
Ma már művészeti alkotások is születnek a jegyellenőrökről.
- Antal Nimród filmrendező Kontroll című filmjének főszereplői egy jegyellenőrcsapat tagjai.
- A Bëlga nevű rapegyüttes két szatirikus dalt is írt a BKV-ról és a jegyellenőrökről.
- A Szomszédok c. magyar sorozat 112. részében egy rövid jelenetben egy BKV-jegyellenőr munkáját láthatjuk: 8:00-nál

## Külső hivatkozások
- Dokumentumriport a BKV-nál dolgozó jegyellenőrök mindennapjairól
- A Bëlga rapegyüttes száma a BKV-ról és az ellenőrökről
- Egy a BKV szolgáltatásainak hiányosságait feltárni szándékozó blogon olvasható riport egy jegyellenőrrel
- Boldog főellenőr – Népszabadság, 2009. május 22.
- Az ombudsman jelentése a BKV-ellenőrök tevékenységéről PDF – 2008. szeptember 30.
- Bliccelők (1962, rendezte: Bánki László)
- A Rádiókabaré felvétele: A BKV ellenőrök titkos élete